# Lavsa
Lavsa er en lille kroatisk ø i Adriaterhavet. Øen har ti huse, hvoraf tre er restauranter, og er kun beboet om sommeren. Øen er på 1,5 x 1,5 kilometer og et areal på 1,76 km². Den mod nord liggende bugt Levrnaka er en Naturhavn, og en god ankerplads.
Øen er en af de 89 øer, holme og skær i øgruppen Kornati, og er en del af Kornati Nationalpark.